# 萨尔索讷河
萨尔索讷河（法語：Sarsonne，法語發音：[saʁsɔn]）是法国新阿基坦大区克勒兹省与科雷兹省的河流，是迪耶日河的左支流，长27.1千米，发源自旧圣马夏尔，于圣埃克叙佩里莱罗什流入迪耶日河。